# بنیو، اندر
بنیو، اندر (به فرانسوی: Bagneux) یک کمون در فرانسه است که در اندر واقع شده‌است. بنیو ۲۵٫۳ کیلومتر مربع مساحت و ۱۹۲ نفر جمعیت دارد و ۱۴۳ متر بالاتر از سطح دریا واقع شده‌است.